# A Brit-sziget őstörténete
A Brit-sziget őstörténete a sziget kezdeti benépesülésétől a római megszállásig (i. sz. 43) terjedő időszakot öleli fel.
Nagy-Britanniát az ember már több százezer évvel ezelőtt benépesítette. A római inváziót megelőzően a szigeten élt népek egyike sem hagyott ránk írott emlékeket, így történelmüket, kultúrájukat és életmódjukat régészeti kutatások révén ismerjük.
A szigetek lakóiról az első írásos emlék a görög Pütheásztól származik, aki i.e. 325-ben hajózott el a sziget partjai mentén. Az újkőkorszaktól élénk kereskedelmi és kulturális kapcsolatok jöttek létre a szigetlakók és a kontinensen élő népek között, elsősorban a bronz alapanyagául szolgáló, a szigeten bőségesen fellelhető ón exportja révén.
A kontinens peremén elhelyezkedő szigetre az új technológiák a központi területeknél jóval később jutottak el. A hagyományos történetírás szerint Nagy-Britannia őskori történelme az újabb és újabb bevándorlási hullámok sorozata, amelyek során a betelepülők új kultúrákat és technológiákat hoztak magukkal. Az újabb kutatásokon alapuló elméletek azonban azt állítják, gyakran inkább az őslakosok vették át az új technológiákat, nem pedig „megszállók” révén kerültek a szigetre.

## Őskőkor
Az őskőkor Nagy-Britanniában körülbelül 700 000 évvel ezelőtt kezdődött és 10 000 évvel ezelőtt ért véget. Ebben a hosszú időszakban a környezet számos változáson ment át, több glaciális és interglaciális periódus váltotta egymást, ami jelentősen befolyásolta az emberi letelepedés lehetőségeit is. Ezen időszak eseményeinek datálása nagy nehézségekkel jár és vitákat vált ki. A térséget ebben az időben vadászó csoportok népesítették be, akik állatcsordákat követve egész Észak-Európát bebarangolták.

### Alsó paleolitikum
Norfolkban és Suffolkban előkerült csontok és kovaeszközök bizonyítják, hogy a Homo erectus már 700 000 évvel ezelőtt megjelent a mai Nagy-Britannia területén. Ekkoriban a tenger alacsonyabb szintje miatt száraz lábbal lehetett közlekedni a kontinens és a sziget között. A La Manche-csatorna területén hatalmas folyó folyt nyugat felé, amelyet (többek között) az Ős-Temze és az Ős-Szajna táplált. Az ősföldrajzi környezet rekonstrukciója lehetővé tette az első betelepülők útvonalának feltárását: a régészek korai telepek sorára bukkantak egy mára eltűnt folyó nyomvonala mentén.
Sussexi lelőhelyek alapján tudható, hogy körülbelül 500 000 évvel ezelőtt, egy újabb bevándorlási hullámmal érkezett a szigetre a Homo heidelbergensis, amely a kor nagyvadjaira (mamutokra, gyapjas orrszarvúkra) vadászott.
A Mindel glaciális során a klíma annyira hidegre fordult, hogy az ember teljesen kiszorult a Brit-szigetekről, s csak a Mindel-Riss interglaciális során tért vissza. Ez utóbbi időszak 300 000 évvel ezelőttől 200 000 évvel ezelőttig tartott. Ennek során fejlődött ki a Clacton-on-Sea-i lelőhelyről clactoninak nevezett kovakőeszköz-készítő kultúra. A korszakból sok és gazdag lelőhely maradt ránk.
Ekkoriban jelent meg a kőeszközök készítésének egyik legjelentősebb újítása, a Levallois-technika is, amely egyes kutatók szerint afrikai, mások szerint európai eredetű. A fejlettebb technológia hatékonyabb vadászatot tett lehetővé, Ez utóbbi időszak 300 000 évvel ezelőttől 200 000 évvel ezelőttig tartott. Ennek során fejlődött ki a Clacton-on-Sea-i lelőhelyről clactoninak nevezett kovakőeszköz-készítő kultúra. A korszakból sok és gazdag lelőhely maradt ránk. (Riss jégkorszak, 200-130 000 évvel ezelőtt).
A korábbi időszakokkal szemben viszont a Riss-Würm interglaciális időszakából alig vannak emberi jelenlétre utaló nyomok: ekkor ugyanis a tengerszint emelkedése elvágta a szigetet a kontinenstől. A Mindel-Riss interglaciális végétől tartó fokozatos elnéptelenedés ezzel véglegessé vált, ezért ebből a korszakból teljességgel hiányoznak a Brit-szigetről az ember régészeti emlékei.

### Felső paleolitikum
A neandervölgyi ember nyomai csak szórványosan lelhetők fel a szigeten. A Homo sapiens első megjelenése az Aurignac-kultúra tárgyi emlékei alapján kb. 30 000 évvel ezelőttre tehető. A korszak legjelentősebb lelőhelye a „pavilandi vörös hölgy” temetkezési helye a mai Wales területén. A 70-10 000 évvel ezelőttig tartó utolsó (Würm) glaciális, különösen pedig annak egyik utolsó, rendkívül hideg utolsó stadiálisa (i. e. 22 000-i. e. 13 000) idején az ember valószínűleg teljesen visszahúzódott Nagy-Britanniából az eljegesedés során ismét szárazra került földhídon keresztül. Közvetlenül a Pleisztocén vége előtt, az egymást váltó hidegebb és melegebb periódusok során a visszahúzódás-betelepülés többször ismétlődhetett. Ebben az időszakban a területet fátlan tundra jellegű növényzet borította, amelynek helyébe a felmelegedés során fás tundra lépett, nyírfákkal, bokrokkal, füves tisztásokkal. Ekkoriban a nyári napi maximumhőmérséklet már a 17 °C-ot is elérhette.
A brit felső paleolitikum első egyértelműen azonosítható kultúrája a creswelli, amelynek keretében a korábbiaknál finomabban megmunkált kovaeszközök mellett csontból, agancsból, borostyánból, kagylóból, állati fogakból és mamutagyarból is készültek használati és dísztárgyak. A kovakövet az azt nélkülöző térségekbe nagy távolságból is szállították, így például Devonban találtak a több mint 160 km-re fekvő Salisbury-síkságról származó, kovából készült tárgyakat. Ezt az archeológusok úgy értelmezik, hogy a sziget akkori lakói igen mozgékonyak voltak, és ahelyett, hogy megmunkálatlan köveket cipeltek volna magukkal, vagy a helyi alapanyagokból dolgoztak volna, előre elkészített „szerszámkészleteik” voltak. Feltételezhető az is, hogy a csoportok azért is vándoroltak, hogy más csoportokkal találkozva eszközöket cseréljenek, illetve, hogy expedíciókat küldtek a kovakő-lelőhelyekre.
A fő táplálékállatok a szarvas és a vadló voltak, de a mezei nyúltól a mamutig sok minden szerepelt az akkori emberek étlapján. A korlátozottan rendelkezésre álló adatokból feltételezhető, hogy temetés előtt a halottakat megnyúzták, majd feldarabolták, és a csontokat barlangokban helyezték el. Ez a másodlagos temetkezés, illetve a rituális kannibalizmus gyakorlatára utal. A művészet jobbára csontfaragványokra korlátozódott, bár ritka kivételként barlangrajzokra is találunk példát (Craswell Crags).
10 500 évvel ezelőtt az éghajlat szárazabbra és hidegebbre fordult. Az erdők terjedésével a nagy testű zsákmányállatok megritkultak, ennek megfelelően a csont- és agancseszközök is ritkábbá váltak. Mindezek ellenére a lelőhelyek száma a korábbiaknál jóval nagyobb, és ezek jóval nagyobb területen oszlanak el.

## Középső kőkor
Körülbelül 10 000 évvel ezelőtt véget ért a pleisztocén. A hőmérséklet gyors ütemben emelkedett, megközelítve (esetleg elérve) a mai értékeket. A jégtakarók olvadása következtében megemelkedett a világtenger szintje, mintegy 8500 évvel ezelőtt végleg elvágva a Brit-szigeteket a kontinenstől. Az erdők terjeszkedése tovább folytatódott, és összetételük is megváltozott: a nyírek mellett fenyő- és égerfák is elterjedtek. Ennek megfelelően a füves síkságokon csordákban élő állatok helyét kisebb csoportokban vagy magányosan élők foglalták el (gímszarvas, őz, vaddisznó, őstulok). Ezek vadászata újfajta eszközöket igényelt: szakállas lándzsa- és nyílhegyeket kezdtek készíteni, amelyek súlyos sebet ejtettek a zsákmányon, megnehezítve, hogy elmeneküljön az erdő sűrűjében. A leletek között már balták maradványai is felbukkannak, ugyanakkor egyes kovapengék továbbra is az őskőkorihoz hasonló kivitelben készültek. A vadászatban hasznos segítőtársnak bizonyult az e célból akkoriban háziasított kutya. A nedvesebbre fordult éghajlat révén bővültek az édesvízi halászat lehetőségei is. Az éghajlat változásaival valószínűleg társadalmi változások is együtt jártak a szigetlakók körében, akik ebben az időben népesítették be a sziget északi részét, egészen az Orkney-szigetekig. Northumberlandben tárták fel egy, a Kr. e. 7600-as évekből származó, nagyméretű, kör alakú építmény maradványait, amely valószínűleg lakóházként szolgált. Hasonló leletre bukkantak Sheffieldben is. Ezzel a korábbi elméletek, miszerint Britannia mezolitikumi lakossága teljesen nomád életmódot élt, megdőlni látszanak. Az újabb nézetek szerint, amennyiben megfelelő élelemforrások álltak rendelkezésre, akkor az emberek évszakosan, illetve helyenként egész évben letelepedett életmódot folytattak.

### Mezolit-neolit átmenet
Úgy tűnik, az ember olyan sikeresen aknázta ki a sziget – különben bőséges – természeti erőforrásait, hogy az végül némelyikek kimerüléséhez vezetett. Például egy mocsárba fulladt jávorszarvas maradványain arra utaló sebesüléseket találtak, hogy az állat három különböző alkalommal is elmenekült az őt üldöző vadászok elől, amit a régészek túlvadászat jeleként értelmeznek. Egyes újkőkori lelőhelyek a mezolitikumiakra települtek, de általában kevés folytonosság mutatható ki a két korszak között. A földművelés és állattenyésztés Kr. e. 4500 körül jelent meg Nagy-Britanniában, (legalábbis részben) a korábbi élelemforrások kimerülése miatt. A neolitikum kezdetén még fennmaradtak a vadászó-gyűjtögető életmód maradványai, később azonban a fejlettebb tárgyi kultúra és az egyes csoportok letelepedett életmóddal kialakuló saját territóriumainak létrejötte ezek megszűnéséhez vezetett. A neolit kultúra más elemei, mint a fazekasság, a levél alakú nyílhegyek és a csiszolt kőeszközök, valószínűleg már korábban elterjedtek a szigeten. A melegedés további folytatódásával a fenyőerdőket lombos fákból állók váltották fel.

## Újkőkor
A hagyományos elméletek szerint Nagy-Britanniában a neolit kultúra a kontinensről betelepülő, az őslakosokat leigázó emberek révén terjedt el. Ezzel szemben ma az elfogadott nézet az, hogy a szigetlakók a kontinensen élőkkel fenntartott szoros kapcsolatok révén jutottak az új eljárások birtokába. E kapcsolatok között említhetők a házasságok, a kereskedelem, és egyéb kulturális kötődések. A kontinenssel fenntartott kapcsolatok bizonyítékai például az exotikus alapanyagokból (például jáde) készült balták.
A mitokondriális DNS elemzéséből kiderült, hogy anyai ágon az európai lakosság 80%-a európai vadászó-gyűjtögetőktől, és csak 20%-ban közel-keleti földművesektől származik. Egy mezolit korban élt férfi fogán 1997-ben végrehajtott DNS-elemzés szerint olyan mitokondriális DNS-e volt, ami mindössze a mai európai lakosság 11%-ában található meg.
Ezek a felfedezések erős kétségeket támasztanak a korábbi nézetekkel szemben, melyek szerint a népesség nagy létszámú hullámokban vándorolt egyik területről a másikra, beolvasztva vagy elűzve a korábbi lakosságot. Ezzel szemben az új elméletek szerint a történelmi idők tapasztalatai, miszerint jobbára csak az uralkodó réteg tagjai, a papság, illetve a kereskedők jártak be nagyobb távolságokat, az őskorra is érvényesek lehetnek. A földművelés és a letelepedett életmód megnyitotta az utat az összetettebb társadalom és kultúra kifejlődése felé. Például az újkőkori síremlékek a korábbinál átfogóbb társadalmi és ideológiai elképzelések kialakulását jelezhetik, többek között az idővel, a származással, a közösséggel és az identitással kapcsolatban.
Akárhogy is, a neolit forradalom végül elvezetett a tagolt társadalmak létrejöttéhez, kialakult az uralkodó, a kézműves és a földművelő réteg. A földművelés és állattenyésztés területigénye miatt megkezdődött az erdők irtása. A Brit-szigeten kezdetben a helyben is fellelhető sertést és szarvasmarhát tenyésztették, a juhot és a kecskét később hozták be a kontinensről, hasonlóan az árpához és a búzához.
A Brit-szigeten az első földmunkákat a neolitikum korai időszakában (Kr. e. 4400 k. – Kr. e. 3300 k.), közösségi sírdombok építésével, illetve bizonyos földterületek sövénnyel való elkerítésével kapcsolatban végezték. Az első településkezdemények is ebben az időszakban jöttek létre, például az Orkney-szigeteki Skara Brae kőházai, amelyek a világörökség részét képezik. A Somerseti-síkság mocsarai felett fából épített járdák maradványai, amelyeket a régészek Kr. e. 3708-ra datálnak, szintén az ember természet feletti befolyásának növekedését mutatják. Levél alakú nyílhegyek, kerek agyagedények és az első csiszolt kőbalták a korszak jellemző régészeti leletei.
A középső neolitikumban (Kr. e. 3300 k. – Kr. e. 2900 k.) jelentek meg a hosszú, állított sziklákból álló kősorok, amelyek valószínűleg a halottkultusszal kapcsolatosak, mivel jellemzően a korábban létrejött sírdombok közelében állnak. Ugyancsak ebből az időszakból származnak az orkney-i Maeshowe-hoz hasonló sírkamrák, illetve az első kőkörök és az egyéni temetkezés első nyomai.
Az újkőkor utolsó szakaszában jelentek meg a barázdált agyagedények; új típusú kerítések és további kősorok épültek. Ebből a korból származik a híres Stonehenge, és ekkor vonták művelésbe Cissbury és Crimes Graves kovabányáit.

## Bronzkor

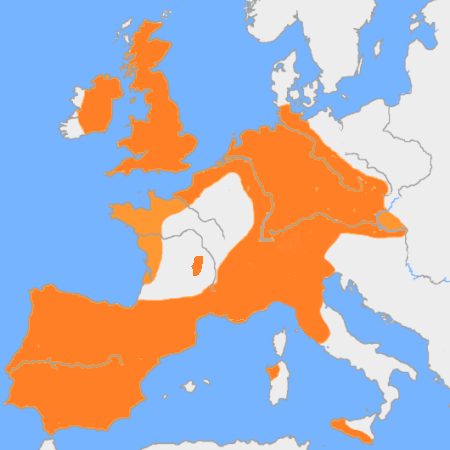
A Beaker-kultúra elterjedése

Kr. e. 2700 körül a Beaker-kultúra megjelenésével új fejezet kezdődött a sziget és lakóinak történetében. A Mount Pleasant fázis (Kr. e. 2700 – Kr. e. 2000) fő jellemzői a Beaker-kultúra agyagedényei mellett a lapos balták és a földbe temetkezés elterjedése. Stonehenge megalitjait ebben az időben állították.
A – feltételezések szerint – ibériai eredetű Beaker-kultúrával a fémek megmunkálásának tudománya is eljutott a Brit-szigetekre. Kezdetben rézből készítették az eszközöket, Kr. e. 2150 körül azonban rájöttek, hogyan lehet némi ón hozzáadásával a réznél jóval keményebb bronzot előállítani. Ezzel Nagy-Britanniában is kezdetét vette a bronzkor. A következő egy évezred során ez az anyag fokozatosan kiváltotta a követ mint a szerszámok és fegyverek alapanyagát.
A sziget jelentős ónkészletekkel rendelkezett a mai Cornwall és Devon területén, ahol így megindult a bányászat. Kr. e. 1600 körül az ón kontinensre való kivitele révén robbanásszerű fejlődésnek indult a kereskedelem.
A korszakból kifinomult technikával készült aranyékszerek is fennmaradtak, többek között a mai Wessex területén.
A bronzkor elején még a korábban szokásos módon közös sírdombokba (tumulusz) temetkeztek, később azonban egyre inkább elterjedt az egyéni, hamvasztásos-urnasíros eljárás. Számos jelentős műemlék is épült ebben az időben, többek között Stonehenge építésének utolsó szakasza is ekkorra tehető.
Van némi vita a történészek között a tekintetben, hogy a Beaker-kultúra népe tömegesen vándorolt-e be a szigetre, vagy csak azok szokásait és eszközeit vették át a szigetlakók. Manapság inkább az utóbbi nézet az elfogadott, mindazonáltal lehetséges, hogy a Beaker-nép vezető rétegéhez tartozók átköltöztek a szigetre, és a bennszülötteket bizonyos mértékig uralmuk alá hajtották.
A Kr. e. 12. században hatalmas szakadék mutatkozik a kulturális fejlődésben Nagy-Britannia déli részén. Ez a törés a szigeten, sőt Európán kívül is tapasztalható, és egybeesett a nagy közel-keleti birodalmak bukásával, illetve megrendülésével, és a „tengeri népek” beözönlésével a Földközi-tenger medencéjébe.

## Vaskor
Kr. e. 750 körül a vaskohászat Dél-Európa felől terjedő technológiája elérte a Brit-szigetet, amivel ott is kezdetét vette a vaskor. A vas erősebb a bronznál, és nagyobb mennyiségben állt rendelkezésre. A vas használata jelentős változásokat hozott az élet számos területén, legkivált a mezőgazdaságban, ahol a vashegyű ekék jóval gyorsabb és mélyebb szántást tettek lehetővé, a vasfejszék pedig az erdőirtás hatékonyságát növelték, meggyorsítva ezzel a földműveléshez szükséges új területek felszabadítását.
Kr. e. 900 körül újra nagyarányú változás ment végbe a Brit-szigetek társadalmában: megjelent a kelta kultúra, amely kb. Kr. e. 500-ra a szigetek egész területén elterjedt. A kelták kiválóan képzett mesterei voltak az arany, a bronz és a vas megmunkálásnak.
E korban a szigetek lakossága törzsekre tagolódott, amelyek egy-egy főnök irányítása alatt álltak. A népesség növekedésével egyre gyakoribbá váltak a fegyveres konfliktusok. A támadások elleni védekezésre dombokra épített erődök szolgáltak. Bár az első ilyenek Kr. e. 1500 körül jöttek létre, a földvárépítés csúcsidőszaka a vaskor késői szakasza volt. Ebben az időszakban a Brit-szigeteken hatalmas méretekben folyt az élelemtermelés; római források szerint a sziget jelentős exportcikkei közé tartoztak a vadászkutyák, prémek és rabszolgák.

## Késő vaskor
A római hódítás előtti évszázadok során a kontinensről a Gallia irányába előrenyomuló rómaiak elől menekülők (például belgák) érkeztek a szigetre. Nagyjából Kr. e. 175-öt követően a mai Kent, Hertfordshire és Essex területén telepedtek le, és a korábbinál jóval fejlettebb agyagedény-készítési ismereteket hoztak magukkal. A belgák részben már romanizálódtak, és ők hozták létre a sziget első nagyobb településeit.
A római invázió előtti időszakban egyre kifinomultabbá vált a szigetlakók társadalmi élete: Kr. e. 100 körül vasrudak formájában megjelentek a pénz első előzményei, a sziget bányakincsei révén virágzott a bel- és külkereskedelem. Kontinentális mintára pénzt is vertek a helyi vezetők nevével.
Ahogy Róma észak felé terjeszkedett, egyre komolyabb érdeklődést mutatott Britannia iránt, részben az előle menekülők betelepülése, részben (és talán főként) a sziget ásványkincsei miatt. A római uralom korszakáról bővebben lásd a Britannia provincia szócikket.

## Bibliográfia
- British History Encyclopedia Paragon 1999 ISBN 1-4054-1632-7
- Illustrated History Of Great Britain Octopus Books Limited 1982
- The Seven Daughters of Eve, Sykes, B, 2001.